# Schnee von gestern (2024)
Schnee von gestern ist ein österreichischer Fernsehfilm aus der Landkrimi-Filmreihe aus dem Jahr 2024 von Regisseur David Wagner nach einem Drehbuch von Ivo Schneider mit Simon Morzé und Marlene Hauser. Es ist der erste Landkrimi aus Osttirol.

## Handlung
Im Tristacher See wird eine männliche Leiche gefunden, Chefinspektor Martin Steiner und Chefinspektorin Melanie Grandits nehmen die Ermittlungen auf. Bei dem Toten handelt es sich um einen Umweltdezernenten. Laut Obduktion hatte er Alkohol im Blut, sodass zunächst unklar ist, ob es sich um einen Unfall oder einen Mord handelt.
Das Opfer war nach einem Termin mit den Finanzlandesräten auf dem Weg nach Inner Ainöd, wo er allerdings nicht angekommen ist. Die weiteren Ermittlungen ergeben, dass das Opfer nicht betrunken in den See gefallen ist, sondern bereits tot war, als er hineingeworfen wurde. In Inner Ainöd treffen die beiden Ermittler auf eine raue und verschrobene Dorfgemeinschaft. Die Gemeinde kämpft darum, dass nicht auch noch die letzten Bewohner absiedeln.

## Produktion und Hintergrund
Die Dreharbeiten fanden im November und Dezember 2023 in Osttirol statt. Drehorte waren Lienz, Schlaiten und Kals am Großglockner.
Produziert wurde der Film von der Dor Film (Produzenten Danny Krausz und Andi G Hess), beteiligt waren der Österreichische Rundfunk und das ZDF, unterstützt wurde die Produktion vom Fernsehfonds Austria, FISA+ und Cine Tirol.
Die Kamera führte Anna Hawliczek, die Montage verantwortete Alarich Lenz. Das Szenenbild gestaltet Nina Salak und das Maskenbild Isabella Gajcic.

## Veröffentlichung
Premiere war am 23. August 2024 im Rahmen des Filmfestivals Kitzbühel.
Am 1. April 2025 wurde der Film am Filmfestival Diagonale in Graz gezeigt.